# Naalden van Blair

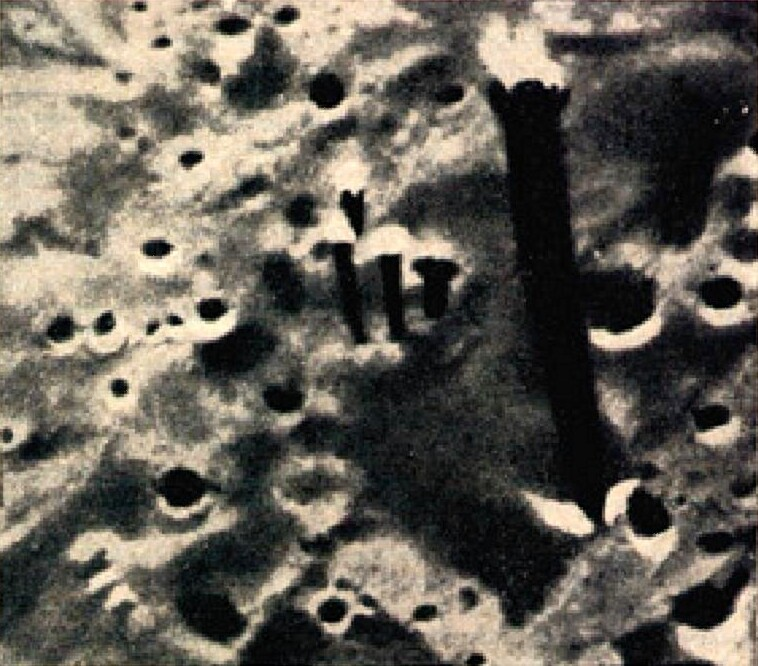

Naalden van Blair (Engels: Blair Cuspids) is een optische illusie teweeggebracht door rotsblokken op de maan, beschenen door de laagstaande zon en daardoor langwerpige naaldvormige schaduwen tonend.

## William Blair
De naalden van Blair vinden hun oorsprong in de ontdekking van een ongewoon lange naaldvormige schaduw aan een rotsblok ten oostnoordoosten van de komvormige krater Ariadaeus B, ten zuiden van de oostelijke uitloper van Rima Ariadaeus nabij de westelijke rand van Mare Tranquillitatis. Deze ontdekking is te danken aan William Blair van het Boeing Institute of Biotechnology. Tijdens het bestuderen van foto LO2-061-h3 , afkomstig van Lunar Orbiter 2, ontdekte hij de ongewoon lange schaduw, alsook een stelsel kunstmatig uitziende structuren die deden denken aan Egyptische piramiden.

## Genummerde horizontale stroken
De foto's afkomstig van de Lunar Orbiter sondes zijn allen samengesteld uit genummerde horizontale stroken. Het groepje rotsblokken dat de naalden van Blair toont is te zien op stroken 383 en 384 van foto LO2-061-h3 , relatief dicht tegen de rechterrand van de foto. Verder is dit groepje ook te zien tegen de linkerrand van foto LO2-062-h3 , op stroken 513 en 514.

## Esoterische literatuur
Rond deze ontdekking werd een heus verhaal gesponnen dat vervolgens werd opgenomen in de esoterische literatuur. Aandachtige waarnemers weten echter, dankzij de hogeresolutiefoto's afkomstig van de Lunar Reconnaissance Orbiter, dat er van naaldvormige of piramidevormige structuren op de maan helemaal geen sprake is, maar wel van rotsblokken die door de glooiende hellingen waarop ze zich bevinden ongewoon lange schaduwen kunnen laten zien, teweeggebracht door de zeer lage zonnestanden kort na zonsopkomst of kort voor zonsondergang.

## Exacte locatie van het rotsblok dat verantwoordelijk is voor de naaldvormige schaduw
Het rotsblok dat verantwoordelijk is voor de naaldvormige schaduw heeft een diameter van ongeveer 10 meter en bevindt zich op:
- Latitude: 5.02550
- Longitude: 15.58380

Het groepje rotsblokken waarvan sommigen merkwaardige kunstmatige structuren in plachten te zien ligt op een 50 tal meter ten noordoosten van het grote rotsblok. Deze rotsblokken kunnen opgespoord worden m.b.v. de Act-React Quick Map, samengesteld aan de hand van de hogeresolutiefoto's afkomstig van de Lunar Reconnaissance Orbiter Camera.

## Wetenschappelijke literatuur
- Don E. Wilhelms: To a Rocky Moon, a geologist's history of lunar exploration (The University of Arizona Press, 1993), page 158.